# Оцу, Хироми
Хироми Оцу-Накано (яп. 大津 広美, англ. Hiromi Otsu-Nakano; род. 22 мая 1984) — японская спортсменка-конькобежец, участница зимних Олимпийских игр 2006 года, бронзовый призёр чемпионата мира, 2-кратная чемпионка и призёр Японии.

## Биография
Хироми Оцу родилась в селе Сарабецу, где и начала кататься на коньках с помощью местных жителей. Она училась в средней школе Сиракаба Гакуен и участвовала в школьных соревнованиях. В 1998 году стала профессионально заниматься конькобежным спортом. В 2001 году она заняла 2-е место на чемпионате Хоккайдо среди старшеклассников в забеге на 1000 м и стала участвовать на юниорском чемпионате Японии. В сезоне 2001/02 дебютировала на Всеяпонском чемпионате и на Кубке мира. 
В январе 2002 года заняла 3-е место в многоборье среди юниоров и дебютировала на чемпионате мира среди юниоров. В марте 2003 года Хироми окончила среднюю школу и присоединилась к компании "Fuji Kyu". В сезоне 2003/04 заняла 3-е место на Всеяпонском чемпионате в забеге на 1500 м, а  в марте 2004 года на дебютном чемпионате мира на отдельных дистанциях в Сеуле заняла 15-е место на дистанции 1500 м, а через год стала 18-й на этой же дистанции.
В сезоне 2005/06 Хироми выиграла вновь бронзу в забеге на 1500 м на чемпионате Японии и на 5-м этапе Кубка мира в Турине с партнёрами поднялась на 3-е место в командной гонке. В феврале 2006 года она участвовала на зимних Олимпийских играх в Турине. 16 февраля японские девушки в матче за 3-е место соревновалась с российской командой и падение Хироми Оцу оставила команду на 4-м месте, а 22 февраля она заняла 33-е место на дистанции 1500 м.
В 2007 году она стала впервые чемпионкой Японии на дистанции 3000 м и выиграла серебро в забеге на 1500 м. В январе 2007 года на чемпионате Азии в Чанчуне заняла 2-е место в забеге на 5000 м. На зимних Азиатских играх в Чанчуне заняла 7-е место на дистанции 1500 м. В марте на чемпионате мира на отдельных дистанциях в Солт-Лейк-Сити заняла лучшее 6-е место в командной гонке. 
Через год заняла 4-е место в командной гонке на чемпионате мира в Нагано, а также на Кубке мира в Базельге-де-Пине стала 2-й и в Херенвене 3-й в командной гонке. В сезоне 2008/09 стала двукратной чемпионкой Японии на дистанции 3000 м и на чемпионате мира на отдельных дистанциях в Ричмонде впервые завоевала бронзовую медаль в командной гонке преследования.
В сезоне 2009/10 она заняла только 4-е место на чемпионате Японии в забеге на 3000 м, а в декабре 2009 года на олимпийском отборе заняла 5-е место на дистанции 3000 м и 8-е на 1500 м, тем самым не прошла квалификацию на олимпиаду 2010 года. В январе 2010 года Хироми объявила о завершении карьеры.

## Личная жизнь
Хироми Оцу, уйдя из спорта поступила в профессиональную школу ландшафтного дизайна в городе Тояма и стала садовником. В 2013 году она вышла замуж в городе Сендай, где живёт в настоящее время. С 2016 года она работает в городской спортивной ассоциации инструктором по поддержке спорта инвалидов Сендая. Летом 2019 года родила ребёнка.